# Atletismo nos Jogos Olímpicos de Verão de 2008 - Lançamento de disco masculino
A competição de Lançamento de disco masculino dos Jogos Olímpicos de Verão de 2008 realizou-se nos dias 16 e 19 de Agosto.

## Medalhistas
| Ouro   | EST Gerd Kanter       |
| Prata  | POL Piotr Małachowski |
| Bronze | LTU Virgilijus Alekna |

## Recordes
Antes desta competição, os recordes mundiais e olímpicos da prova eram os seguintes:
| Tipo | Atleta                     | Distância | Local          | Data                 |
| ---- | -------------------------- | --------- | -------------- | -------------------- |
|      | Jürgen Schult              | 74,08 m   | Neubrandenburg | 6 de junho de 1986   |
|      | Lituânia Virgilijus Alekna | 69,89 m   | Atenas         | 23 de agosto de 2004 |

## Resultados

### Eliminatórias
Regras de qualificação: performance mínima de 64.50 (Q) e as 12 melhores seguintes (q) avançaram para a Final.
| #  | Grupo | Atleta                    | País                         | #1    | #2    | #3    | Resultado | Notas |
| -- | ----- | ------------------------- | ---------------------------- | ----- | ----- | ----- | --------- | ----- |
| 1  | A     | Piotr Małachowski         | POL Polônia                  | 65.94 |       |       | 65.94     | Q     |
| 2  | A     | Virgilijus Alekna         | LTU Lituânia                 | 65.84 |       |       | 65.84     | Q     |
| 3  | B     | Rutger Smith              | NED Países Baixos            | 64.09 | 65.65 |       | 65.65     | Q     |
| 4  | B     | Yennifer F#Casañas        | ESP Espanha                  | x     | x     | 64.99 | 64.99     | Q     |
| 5  | B     | Gerd Kanter               | EST Estônia                  | 59.65 | 64.66 |       | 64.66     | Q     |
| 6  | A     | Bogdan Pishchalnikov      | RUS Rússia                   | 62.68 | 63.93 | 64.60 | 64.60     | Q     |
| 7  | A     | Mario Pestano             | ESP Espanha                  | 64.42 | 61.16 | x     | 64.42     | q     |
| 8  | A     | Robert Harting            | GER Alemanha                 | 64.19 | x     | x     | 64.19     | q     |
| 9  | B     | Rashid Shafi Al-Dosari    | QAT Catar                    | 63.83 | 63.72 | 61.60 | 63.83     | q     |
| 10 | A     | Aleksander Tammert        | EST Estônia                  | 57.79 | 61.57 | 63.10 | 63.10     | q     |
| 11 | A     | Róbert Fazekas            | HUN Hungria                  | x     | 61.61 | 62.64 | 62.64     | q     |
| 12 | B     | Frantz Kruger             | FIN Finlândia                | x     | 58.60 | 62.48 | 62.48     | q     |
| 13 | A     | Gabor Mate                | HUN Hungria                  | x     | 55.15 | 62.44 | 62.44     |       |
| 14 | B     | Märt Israel               | EST Estônia                  | 61.98 | 59.78 | 61.63 | 61.98     |       |
| 15 | A     | Dzmitry Sivakou           | BLR Bielorrússia             | 59.64 | x     | 61.75 | 61.75     |       |
| 16 | A     | Michael Robertson         | USA Estados Unidos           | 60.97 | 61.64 | x     | 61.64     |       |
| 17 | B     | Ehsan Hadadi              | IRI Irã                      | 61.08 | x     | 61.34 | 61.34     |       |
| 18 | B     | Gerhard Mayer             | AUT Áustria                  | 61.32 | x     | 58.13 | 61.32     |       |
| 19 | A     | Casey Malone              | USA Estados Unidos           | 59.48 | x     | 61.26 | 61.26     |       |
| 20 | B     | Ercüment Olgundeniz       | TUR Turquia                  | 58.99 | 60.83 | x     | 60.83     |       |
| 21 | B     | Zoltán Kövágó             | HUN Hungria                  | 60.79 | 59.46 | 60.44 | 60.79     |       |
| 22 | B     | Vikas Gowda               | IND Índia                    | 59.58 | x     | 60.69 | 60.69     |       |
| 23 | A     | Omar Ahmed El Ghazaly     | EGY Egito                    | 59.71 | 58.95 | 60.24 | 60.24     |       |
| 24 | A     | Oleksiy Semenov           | UKR Ucrânia                  | 57.84 | 60.18 | 59.41 | 60.18     |       |
| 25 | B     | Ian Waltz                 | USA Estados Unidos           | 60.02 | x     | x     | 60.02     |       |
| 26 | A     | Abbas Samimi              | IRI Irã                      | 58.01 | 59.92 | 58.85 | 59.92     |       |
| 27 | A     | Jorge Fernández           | CUB Cuba                     | x     | 59.60 | 59.58 | 59.60     |       |
| 28 | A     | Jan Marcell               | CZE República Checa          | 59.52 | x     | 56.31 | 59.52     |       |
| 29 | B     | Martin Marić              | CRO Croácia                  | 59.25 | x     | 59.09 | 59.25     |       |
| 30 | B     | Jorge Balliengo           | ARG Argentina                | 58.71 | 58.82 | x     | 58.82     |       |
| 31 | A     | Benn Harradine            | AUS Austrália                | 58.55 | 57.50 | 57.91 | 58.55     |       |
| 32 | B     | Niklas Arrhenius          | SWE Suécia                   | 56.64 | 58.22 | 56.77 | 58.22     |       |
| 33 | B     | Hannes Kirchler           | ITA Itália                   | x     | x     | 56.44 | 56.44     |       |
| 34 | A     | Sultan Mubarak Al-Dawoodi | KSA Arábia Saudita           | 56.29 | 55.54 | 56.24 | 56.29     |       |
| 35 | A     | Vadim Hranovschi          | MDA Moldávia                 | 56.19 | x     | 55.78 | 56.19     |       |
| 36 | B     | Haidar Nasser Shaheed     | IRQ Iraque                   | 54.19 | x     | x     | 54.19     |       |
| 37 | B     | Eric Matthias             | IVB Ilhas Virgens Britânicas | 47.87 | 50.87 | 53.11 | 53.11     |       |

### Final
| #                 | Atleta                 | País              | 1     | 2     | 3     | 4     | 5     | 6     | Resultado | Notas |
| ----------------- | ---------------------- | ----------------- | ----- | ----- | ----- | ----- | ----- | ----- | --------- | ----- |
| Medalha de ouro   | Gerd Kanter            | EST Estônia       | 63.44 | 66.38 | 62.75 | 68.82 | x     | 65.98 | 68.82     |       |
| Medalha de prata  | Piotr Małachowski      | POL Polônia       | 66.45 | 67.82 | 66.98 | 63.91 | 65.78 | x     | 67.82     |       |
| Medalha de bronze | Virgilijus Alekna      | LTU Lituânia      | x     | 65.77 | 64.42 | 67.79 | x     | 67.18 | 67.79     |       |
| 4                 | Robert Harting         | GER Alemanha      | 65.58 | 64.84 | 67.09 | x     |       | 66.51 | 67.09     |       |
| 5                 | Yennifer F#Casañas     | ESP Espanha       | 59.54 | 62.16 | 64.46 | 64.11 | 64.97 | 66.49 | 66.49     |       |
| 6                 | Bogdan Pishchalnikov   | RUS Rússia        | 64.09 | 64.25 | 61.13 | 65.88 | x     | x     | 65.88     | PB    |
| 7                 | Rutger Smith           | NED Países Baixos | 64.61 | 65.31 | 64.36 | 64.25 | x     | 65.39 | 65.39     |       |
| 8                 | Róbert Fazekas         | HUN Hungria       | 62.25 | 63.43 | 62.49 | x     | x     | 59.34 | 63.43     |       |
| 9                 | Mario Pestano          | ESP Espanha       | 60.46 | 62.84 | 63.42 |       |       |       | 63.42     |       |
| 10                | Rashid Shafi Al-Dosari | QAT Catar         | 59.62 | x     | 62.55 |       |       |       | 62.55     |       |
| 11                | Frantz Kruger          | FIN Finlândia     | 61.98 | 61.80 | 60.71 |       |       |       | 61.98     |       |
| 12                | Aleksander Tammert     | EST Estônia       | x     | 61.32 | 61.38 |       |       |       | 61.38     |       |

Legenda
| Recorde mundial      | Recorde mundial (World record)               |                       | Recorde africano                      | Recorde africano (African) |                                           | Q | Classificado por posição (Qualified) |
| Recorde olímpico     | Recorde olímpico (Olympic record)            | Recorde da América    | Recorde da América (Americas)         | q                          | Classificado por melhor tempo (Qualified) |   |                                      |
| Melhor marca do ano  | Melhor marca do ano (World leading)          | Recorde asiático      | Recorde asiático (Asian)              | DNS                        | Não largou (Did not start)                |   |                                      |
| Recorde nacional     | Recorde nacional (National record)           | Recorde europeu       | Recorde europeu (European)            | DNF                        | Não terminou (Did not finish)             |   |                                      |
| Recorde pessoal      | Recorde pessoal do atleta (Personal best)    | Recorde da Oceania    | Recorde da Oceania (Oceania)          | DSQ / DQ                   | Desclassificado (Disqualified)            |   |                                      |
| Recorde da temporada | Recorde da temporada do atleta (Season best) | Recorde sul-americano | Recorde sul-americano (South America) | NM                         | Sem marca (No mark)                       |   |                                      |